# Големкі
Големкі (пол. Golemki) — село в Польщі, у гміні Чорна Дембицького повіту Підкарпатського воєводства.
Населення — 504 особи (2011).
У 1975-1998 роках село належало до Тарновського воєводства.

## Демографія
Демографічна структура станом на 31 березня 2011 року:
|          | Загалом | Допрацездатний вік | Працездатний вік | Постпрацездатний вік |
| -------- | ------- | ------------------ | ---------------- | -------------------- |
| Чоловіки | 251     | 56                 | 165              | 30                   |
| Жінки    | 253     | 44                 | 160              | 49                   |
| Разом    | 504     | 100                | 325              | 79                   |